# Lycosa mackenziei
Lycosa mackenziei är en spindelart som beskrevs av Gravely 1924. Lycosa mackenziei ingår i släktet Lycosa och familjen vargspindlar. Inga underarter finns listade i Catalogue of Life.